# Brita Tott
Brita Olovsdotter Tott (o Thott ) (en sueco ) o Birgitte Olufsdatter Thott (en danés ), ( fl. 3 de marzo de 1498) fue una noble danesa y sueca, terrateniente y administradora real de condados. Fue juzgada por traición y por falsificación de sellos. Fue una de las mayores terratenientes de Escandinavia y sus propiedades desempeñaron un papel en la política de Suecia y Dinamarca.

## Antecedentes
Brita nació siendo la mayor de dos nobles daneses: el estadista Olov Axelsson Tott (m. 1464) y Karen Jensdotter Falk (m. 1429). Su familia era una de las más poderosas de Escandinavia: su padre tenía influencia política tanto en Suecia como en Dinamarca, y su madre era la heredera del castillo de Vallø. Estaba emparentada con la regente consorte sueca Lady Ingeborg Tott (m. 1507), esposa de Sten Sture el Viejo. En 1442 se casó con Erengisle Nilsson el Joven, noble consejero sueco e hijo de Nils Erengislesson y Märta Magnusdotter, quienes ya habían fallecido. Había heredado la finca de Hammersta, en Nynäshamn, y el señorío de Hammerstahus.

## Traición
Durante la guerra entre Suecia y Dinamarca (1451-1452), mantuvo correspondencia con los enemigos del rey Carlos VIII de Suecia y se vio implicada en un complot contra él. Su cónyuge fue gobernador de Örebro durante la guerra. Cuando los daneses invadieron Västergötland, Brita Olovsdotter se puso en contacto con ellos y les informó de todos los movimientos del ejército sueco, lo que, entre otras cosas, permitió a los daneses capturar la fortaleza de Lödöse y evitar ser expulsados por el ejército sueco. Fue acusada de falsificar varios documentos. Fue juzgada por traición a la corona en el tribunal reunido en Estocolmo en 1452. Fue declarada culpable de alta traición y condenada a la hoguera. La sentencia se modificó y pasó una temporada en el priorato de San Juan de Kalmar. Tras su liberación, financió las pinturas de la iglesia de Ösmo, en Södermanland, como penitencia; se dice que una de las pinturas es su propia imagen.

## Terrateniente y administradora del condado
En 1469 enviudó y se hizo cargo ella misma de la hacienda. Los años siguientes se dedicó a la gestión de sus grandes propiedades y a la titularidad sobre ellas, cuestión que, debido a su tamaño, fue objeto de debate en el consejo sueco. Sus hijastros cuestionaron su derecho a las fincas suecas de su difunto cónyuge, y su madrastra, la viuda de su padre, Anne Jensdatter Present (m. 1484), cuestionó su derecho a las fincas danesas heredadas de su madre. En 1475, donó Hammersta a la Iglesia y dejó el castillo de Vallø a la corona danesa. 
Mientras tanto, Brita Olofsdotter contó con el apoyo de sus poderosos parientes y pudo defender su posición. Contó con el apoyo de sus poderosos tíos, los hermanos Tott, conocidos colectivamente como Axelssönerna. Sin embargo, Olof Axelsson murió en 1464 y Åke Axelsson murió en 1477. Erik Axelsson (Tott), que fue regente de Suecia, murió en 1481. En 1479 fue juzgada en su ausencia en Estocolmo por falsificación y fue encontrada culpable de haber vendido ilegalmente su finca Vallö a la corona danesa. Recibió clemencia y fue puesta en libertad. Este caso provocó un cambio en la ley: en 1483, se prohibió al monarca recibir propiedades nobiliarias con una motivación específica como la del caso de 1479.
En 1484 fue nombrada administradora del condado de Dronningholm Slot ved Arresø, cargo que desempeñó hasta 1495. En 1495 abandonó Dinamarca y se trasladó a Suecia, donde pasó sus últimos años. Fue una de las mayores terratenientes de Suecia de su época y sus propiedades desempeñaron un papel importante en la política y fueron quizá los casos judiciales más conocidos de la zona en aquella época. Se desconocen tanto la fecha de su nacimiento como la de su muerte, pero seguía viva el 3 de marzo de 1498. En su testamento, dejó sus bienes tanto al regente sueco Sten Sture el Viejo como a la catedral de Upsala, lo que suscitó una gran confusión.

## Lectura adicional
- Brita Tott at Svenskt kvinnobiografiskt lexikon